# Cord Gossel
Cord Gossel, auch Conrad Gossel oder Konrad Gossel (* unbekannt (bezeugt ab 1491); † 8. Dezember 1532) war ein deutscher Kleriker und Kanzler der Herzöge von Braunschweig-Lüneburg im Fürstentum Braunschweig-Wolfenbüttel. Er war der letzte katholische Pfarrer an der Martinikirche in Braunschweig.

## Leben
Die Herkunft Cord Gossels ist unbekannt. Er wird 1494 als Kleriker der Diözese Mainz genannt. Erstmals erwähnt wurde er 1491 als Kanzler Herzog Heinrichs des Älteren. Zwar stand Gossel der herzoglichen Kanzlei vor, sein politischer Einfluss war jedoch zunächst gering, da sich der Herzog vor allem auf seinen Marschall und den Juristen Johann Stauffmel († 1499) stützte. Gossel erhielt vom Herzog 1494 als Pfründe die Vikarie des Matthäus-Altars an der Stiftskirche St. Blasius in Braunschweig. Er tauschte diese 1496 gegen die Pfarrpfründe von St. Martini ein, die zuvor Johann Havekorst innehatte. Gossel blieb bis zu seinem Tod Pfarrer von St. Martini, wobei dort bereits ab 1525 der lutherische Prediger Ludolf Petersen wirkte. Die Reformation wurde 1528 in Braunschweig eingeführt. Gossel hatte weiterhin Vikarien am Braunschweiger Stift St. Cyriacus und in der später wüstgefallenen Pfarrei Lechede bei Wolfenbüttel inne.
Gossel wurde 1502 der Geistliche Johann Loeber als zweiter Kanzler an die Seite gestellt. Beide traten 1503 zugunsten des Juristen Johann Peyn zurück, der als erster Laie das Amt des Kanzlers am Wolfenbütteler Hof erhielt. Gossel führte weiterhin den Kanzlertitel und spielte nachfolgend,  auch unter dem Nachfolger Herzog Heinrich dem Jüngeren, informell eine wichtige Rolle im herzoglichen Rat. Er war der letzte Geistliche in dieser Position, was auch auf die gewachsene Bedeutung der hochdeutschen Sprache, insbesondere im Schriftverkehr mit dem Kaiser, zurückzuführen ist. Während die braunschweigischen Geistlichen nur niederdeutsch schrieben, beherrschten die Juristen das Hochdeutsche.
Cord Gossel starb 1532. Sein unehelicher Sohn Georg wurde 1547 Rat Herzog Heinrichs des Jüngeren.